# Iulie 1992
Acest articol este generat integral pe baza informațiilor din articolul 1992 și este actualizat periodic de un robot.
 Editările făcute în articol vor fi șterse la următoarea actualizare! Dacă doriți să faceți modificări, editați articolul-sursă.

ianuarie -
februarie -
martie -
aprilie -
mai -
iunie -
iulie -
august -
septembrie -
octombrie -
noiembrie -
decembrie
Iulie 1992 a fost a șaptea lună a anului și a început într-o zi de miercuri.

## Evenimente
- 1 iulie: Marea Britanie preia Președinția Consiliului Comunităților Europene.
- 2 iulie: La Putna are loc canonizarea voievodului Ștefan cel Mare.
- 15 iulie: Au fost stabilite relații diplomatice între România și Kazahstan.
- 18 iulie: Radu Câmpeanu anunță că PNL propune și susține candidatura la președinția României a cetățeanului Mihai de Hohenzollern, singurul care ar avea șansa de a-1 concura cu succes pe Ion Iliescu. Propunerea n-a fost însă transmisă fostului rege.[1]
- 25 iulie: Ceremonia de deschidere a Jocurilor Olimpice de la Barcelona. România a obținut 18 medalii (4 de aur, 6 de argint și 8 de bronz).

## Nașteri

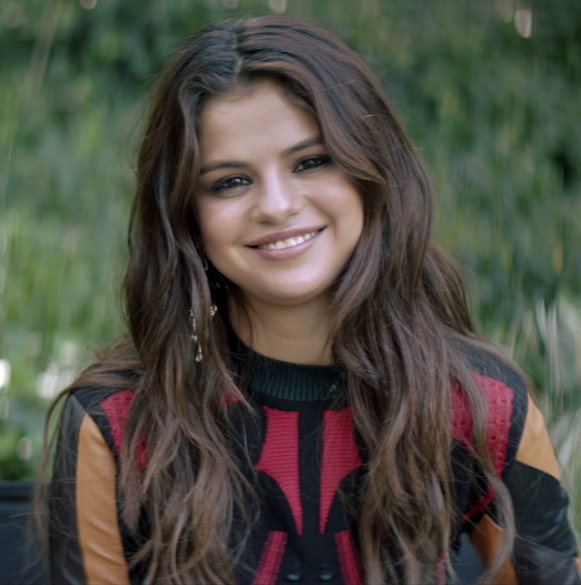
Selena Gomez

- 1 iulie: Ásgeir (Ásgeir Trausti Einarsson), muzician islandez
- 3 iulie: Hysen Memolla, fotbalist albanez
- 3 iulie: Maasa Sudou, cântăreață japoneză
- 4 iulie: Simina-Geanina-Daniela Tulbure, politiciană
- 8 iulie: Sky Ferreira, cantautoare americană
- 8 iulie: Son Heung-min, fotbalist sud-coreean (atacant)
- 10 iulie: Andrei Cociasu, jucător și antrenor de tenis român
- 12 iulie: Bartosz Bereszyński, fotbalist polonez
- 12 iulie: Liviu Teodorescu, cântăreț, compozitor și actor român
- 13 iulie: Mio Ootani, actriță japoneză
- 15 iulie: Yoshinori Muto, fotbalist japonez (atacant)
- 17 iulie: Thanasis Antetokounmpo, baschetbalist grec
- 20 iulie: Matteo Fedele, fotbalist elvețian
- 20 iulie: Liudmila Kicenok, jucătoare de tenis ucraineană
- 20 iulie: Nadiia Kicenok, jucătoare de tenis ucraineană
- 21 iulie: Julia Beljajeva, scrimeră estoniană
- 22 iulie: Selena Gomez (Selena Marie Gomez), actriță și cântăreață americană
- 24 iulie: Mitch Grassi, cântăreț american
- 27 iulie: Teruhito Nakagawa, fotbalist japonez

## Decese
Camarón de la Isla (n. José Monge Cruz), 41 ani, cântăreț spaniol (n. 1950)
Borislav Pekić, 62 ani, scriitor sârb (n. 1930)
Astor Piazzolla, 71 ani, muzician argentinian (n. 1921)
Zephi Alșec, 69 ani, actor român (n. 1923)
Ioan Bogdan, 77 ani, fotbalist (atacant) și antrenor român (n. 1915)
Constantin Pârvulescu, 97 ani, comunist român (n. 1895)
Christopher Ironside, 79 ani, pictor britanic (n. 1913)
Vasile Malinschi, 80 ani, economist român (n. 1912)
Tzeni Karezi, actriță greacă (n. 1932)
Lucia Demetrius, 82 ani, scriitoare română (n. 1910)